# Raoul Barré
Raoul Barré (Montréal, 29 gennaio 1874 – Montréal, 21 maggio 1932) è stato un fumettista e animatore canadese.

## Biografia
Barré nasce a Montréal nel Québec, in Canada, l'unico figlio artista (su dodici) di un importante importatore di vino. Studia arte all'École des Beaux-Arts di Parigi, dove comincia la sua attività di fumettista. La sua prima apparizione nel mondo delle caricature politiche è con la rivista satirica francese Le sifflet, nel 1891, e per molti anni lavorerà sempre come caricaturista politico ma anche come fumettista.
Nel 1903 si trasferisce negli USA e precisamente a New York City e nel 1912 Barré guarda un cortometraggio d'animazione che gli sarà d'ispirazione per la creazione della sua azienda: How a Mosquito Operates di Winsor McCay. Decide quindi di visitare gli Edison Studios che sceglie per produrre le sue idee, conosce Bill Nolan che diverrà il suo socio in affari e produrranno insieme sotto gli Edison Studios in quel periodo soprattutto cartoon per la pubblicità, probabilmente i primi cartoni animati pubblicitari della storia.
Nel 1913 crea la sua striscia di fumetti domenicale con il titolo di Noah's Ark (l'arca di Noè), distribuita da McLure Newspaper Syndicate per 11 mesi. Le strisce sono firmate "Varb", le iniziali del suo nome completo (Vital Achille Raoul Barré).
Nel 1914 (alcuni indicano il 1913) abbandona gli Edison Studios e fonda la propria casa di produzione insieme a Nolan la Barré-Nolan Studio che fu probabilmente il primo studio dedicato solo all'animazione (anche se i Productions Bray sono tra i contendenti al titolo).
Lo studio concorrente International Film Service nel 1916 gli sottrae i suoi animatori offrendo loro contratti migliori, lo stesso Nolan passa agli avversari e anche lo stesso Barrè si riduce a lavorare per la IFS, ma nello stesso anno entra in società con Charley Bowers fondando gli studi Barrè-Bowers (riutilizzando i suoi vecchi studios) per produrre e dirigere la serie Mutt and Jeff a cartoni animati che ottiene grande successo.
Conflitti e diverbi con Bowers fanno prendere la decisione a Barré di abbandonare l'animazione nel 1919. Tornato a New York, nel 1926, entra a far parte del team di Felix the Cat con produttore Pat Sullivan. Negli ultimi anni, a Montreal, partecipa a diversi progetti incompiuti, come il film d'animazione Microbus .
Muore di cancro a Montreal il 21 maggio 1932 e viene sepolto nel cimitero di Notre Dame des Neiges.

## Innovazioni
Barrè e Nolan inventarono il PEG un sistema per migliorare la fase di lavorazione dell'animazione che consisteva nel perforare con due fori nella parte inferiore di tutti i loro fogli e farli passare attraverso due perni incollati alla tabella di animazione inoltre Barrè introdusse anche il metodo "slash" che consisteva nel disegnare lo sfondo solo una volta (invece che con ogni fotogramma, come era stato fatto in precedenza) su un foglio separato, lasciando spazi vuoti per il movimento dei personaggi.